# Traité de Thorn (1709)
Pour le premier traité de Thorn en 1411, voir Paix de Toruń (1411).
Pour le deuxième traité de Thorn en 1466, voir Traité de Thorn.

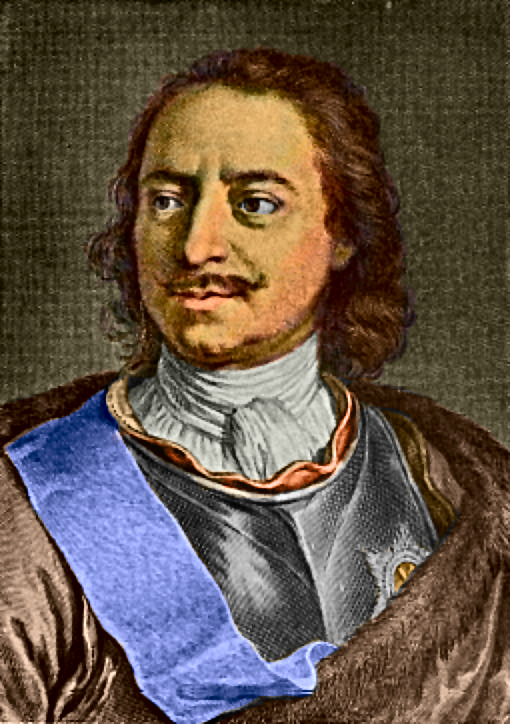
Pierre Ier le Grand.

Le traité de Thorn fut signé le 9 octobre 1709 entre Auguste II, roi de Pologne et grand-duc de Lituanie et Pierre Ier le Grand, tsar de Russie à Thorn (aujourd'hui Toruń), pendant la grande guerre du Nord. Les parties renouvelèrent leur alliance, laquelle avait été détruite par Charles XII, roi de l'Empire suédois, dans le traité d'Altranstädt (1706), et conclurent un accord pour restituer la couronne polonaise à Auguste.

## Contexte
À la suite de la défaite décisive de la Suède lors de la bataille de Poltava, le tsar de Russie Pierre Ier le Grand avait pris le dessus dans la grande guerre du Nord par la destruction de la majeure partie de l'armée suédoise et l'exil du roi de Suède Charles XII vers l'Empire ottoman. Auguste, électeur de Saxe et souverain de la république des Deux Nations, que Charles XII avait détrôné en tant que roi de Pologne par le traité d'Altranstädt en 1706, fut en mesure de rentrer en Pologne et prétendre à nouveau à la couronne polonaise contre Stanislas Leszczynski, roi intronisé avec le soutien suédois par le traité de Varsovie. Le territoire fut reconquis par Auguste en 1709 ainsi que la ville de Thorn (Toruń), où il rencontra Pierre afin de préciser les termes d'une politique commune concernant l'Europe du Nord.

## Termes et implications

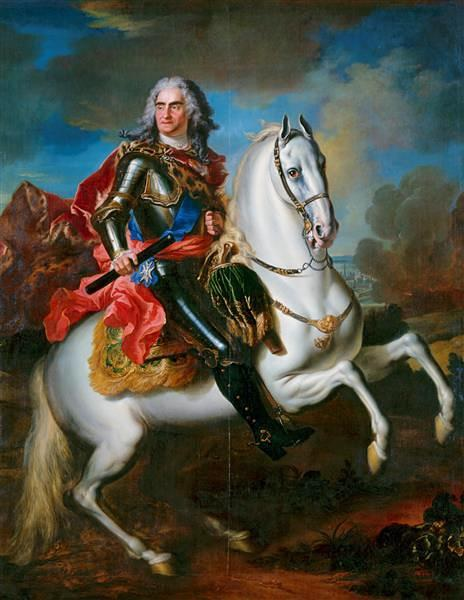
Auguste II, dit « le Fort ».

Pierre Ier le Grand soutenait la restauration d'Auguste II en tant que roi polonais, après s'être assuré que les plus hauts postes de la république des Deux Nations soit bien occupées par les membres de la noblesse sympathisante. Auguste II fut forcé de persécuter les groupes anti-russes en Pologne. Dans un article secret, il a été convenu que la Livonie suédoise serait divisée, Auguste gagnant la partie sud et Pierre la partie nord (Estonie).
Contrairement à celles du traité de Préobrajenskoïé conclu en 1699, les conditions de Thorn furent largement dictées par Pierre le Grand, dont l'étroite collaboration avec Auguste s'était atténuée sensiblement depuis Altranstädt. Cependant, Auguste se vit promis à la conquête du territoire de Livonie, mais cette perspective ne s'est pas réalisée .
Après la conclusion du traité, Pierre le Grand reprit la reconstitution d'une vaste alliance anti-suédoise. Il s'est rendu jusqu'aux abords de Marienwerder afin de rencontrer Frédéric Ier de Prusse, avant de partir pour le camp russe près de Riga où il arriva le 10 novembre. L'alliance dano-russe, tombée en désuétude à la suite des victoires de Charles XII, fut relancée ensuite par le traité de Copenhague par les diplomates de la cour du Danemark de Pierre Le Grand.
Au début de l'année 1710, Auguste entre dans la capitale polonaise Varsovie, forçant son adversaire Stanislas Leszczynski à l'exil vers la ville de Stralsund, faisant à l'époque partie de la Poméranie suédoise. Une fois qu'Auguste a renforcé ses positions en Pologne-Lituanie, il commence sa campagne sur le sol suédois en 1711, lorsqu'il envahit la Poméranie et tient le siège de Stralsund (de) avec le soutien des forces danoises et russes lors de la première campagne combinée de ces alliés dans la grande guerre du nord. Pierre le Grand avait quant à lui conclu ses campagnes en Livonie suédoise par le siège de Riga (1710).

## Source
- (en) Cet article est partiellement ou en totalité issu de l’article de Wikipédia en anglais intitulé « Treaty of Thorn (1709) » (voir la liste des auteurs).